# クレイ・バックホルツ
クレイ・ダニエル・バックホルツ（Clay Daniel Buchholz, 1984年8月14日 - ）は、アメリカ合衆国テキサス州ジェファーソン郡ネダーランド出身のプロ野球選手（投手）。右投左打。フリーエージェント（FA）。

## 経歴

### プロ入り前
テキサス州ランバートンのランバートン高等学校を卒業し、ルイジアナ州のマクニーズ州立大学へ進学。2004年に仲間とともに母校ランバートン高等学校に侵入し、ラップトップパソコン29台を盗んで売りさばき、警察に逮捕される。この事件でバックホルツは実刑判決こそ回避できたものの、授業料免除でプレーしていた大学の野球チームから締め出され、テキサス州のアンジェリーナ・カレッジに転学する。
2005年に15先発で12勝1敗、防御率1.05、奪三振率13.6という成績を残す。

### プロ入りとレッドソックス時代

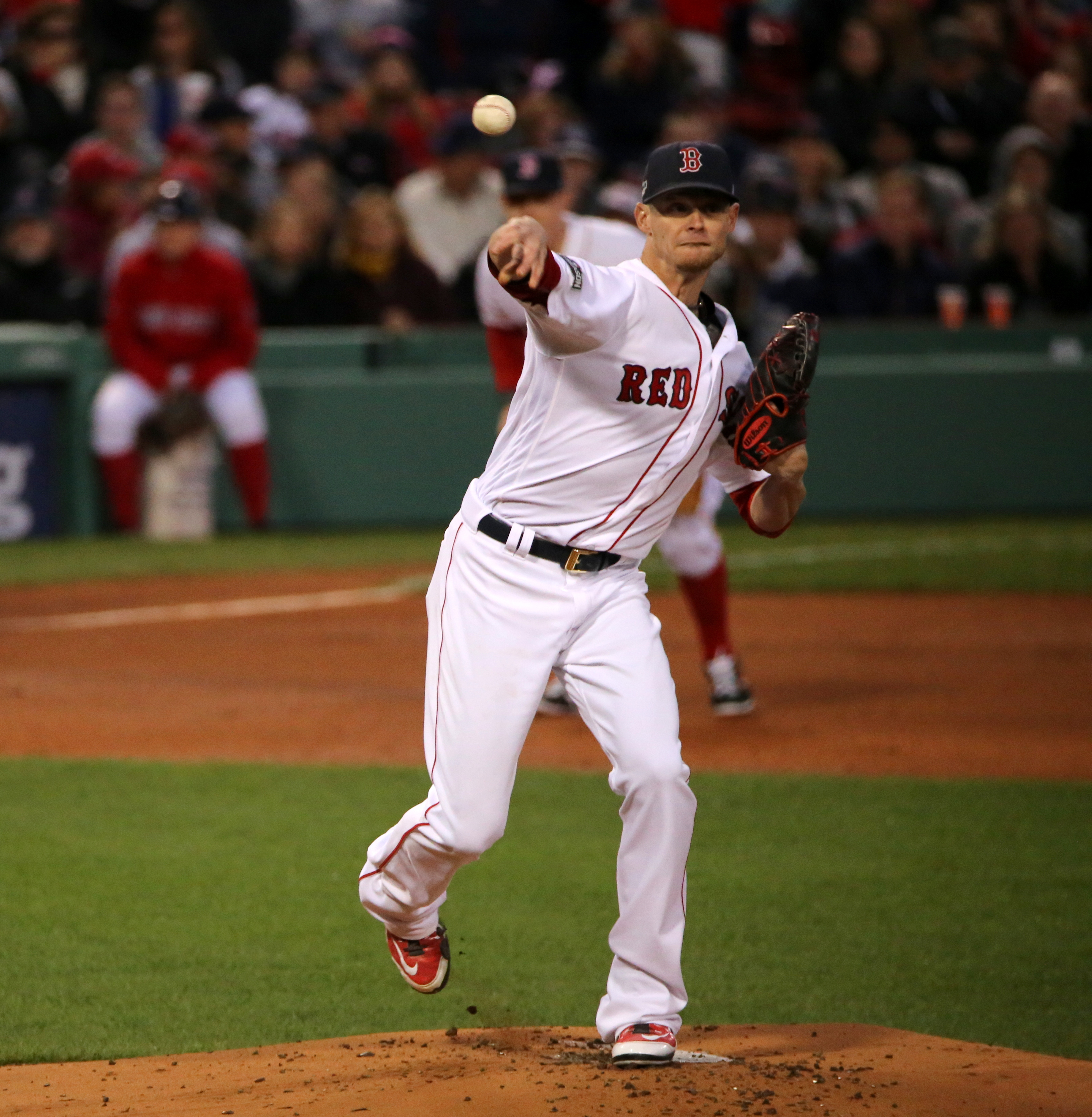
ボストン・レッドソックス時代
(2016年10月10日)

2005年6月のMLBドラフトで上位指名の可能性もあったが、パソコン窃盗事件の影響で各球団が指名を回避することに。そんな中でボストン・レッドソックスが「過去の過ち一つで若い才能の芽を摘んでしまうのは簡単だが、チャンスを与えることも大切」と、バックホルツを全体42位で指名する。
レッドソックスでも屈指の有望株なだけに、投げ過ぎによる故障を防ぐための球数制限がバックホルツに課された。このため、マイナーリーグでのバックホルツの1試合最多投球数は98球で100球に達していない。
2006年にはレッドソックスの年間最優秀マイナー投手賞を受賞した。
2007年にはマイナーリーグのオールスター "フューチャーズ・ゲーム" に選出される。
同年8月にメジャー昇格を果たし、17日のロサンゼルス・エンゼルス・オブ・アナハイムとのダブルヘッダー第1試合でメジャー初登板・初先発。6回4失点（自責点は3）で勝利投手となり、この試合の主審を務めたブルース・フローミングから「笑うかもしれないが、彼は私にノーラン・ライアンを思い出させたよ」と評価された。しかし試合終了後、バックホルツはマイナーに戻される。もともと昇格はこのダブルヘッダーのためだけに行われたもので、試合でどのような結果を残そうとも1試合だけでマイナーへ戻されることが決まっていたためである。
8月31日、故障のティム・ウェイクフィールドに代わってフリアン・タバレスが先発。もともとタバレスは9月1日に先発予定だったため、その日はバックホルツがタバレスに代わって先発することになる。試合当日にメジャー再昇格を果たしたバックホルツは、ボルチモア・オリオールズ戦に先発。カーブやチェンジアップなどの変化球が冴え、相手打線を無安打に封じたまま試合が進んでいく。マイナー時代から続く球数制限のために、投球数が120球を超えたらどんな場面であっても交代することをチーム首脳は試合終盤に決めたが、バックホルツは被安打0のまま9回を115球で投げきってノーヒッターを達成した。記録調査会社Elias Sports Bureauによると、メジャー初登板か2試合目でノーヒッターを達成したのは、1900年以降では史上3度目の出来事だという。またシーズン終了後には、ファンが選ぶ "This Year in Baseball Performance of the Year" に選出されている。
その後バックホルツは、9月6日のオリオールズ戦でリリーフとして3回、同19日のトロント・ブルージェイズ戦で先発として4.2回を投げ、レギュラーシーズンを終えた。チームは12年ぶりの地区優勝を果たしてポストシーズンに進出したが、このシーズンにマイナーとメジャーで計148.0回を投げていたバックホルツは肩の疲労を訴えた。セオ・エプスタインGMは「現時点で故障を抱えているわけではない。しかし23歳の才能ある投手を、将来に影響が及ぶ可能性がある状態で投げさせることはできない」と語り、バックホルツをポストシーズンのロースターには入れなかった。レッドソックスは3年ぶりにワールドシリーズを制覇している。
2008年は開幕ロースター入りしたが、5月14日に爪の負傷で15日間の故障者リスト入りした。7月11日にメジャー復帰。しかし8月21日にAA級ポートランド・シードッグスに降格した。この年は16試合に登板して2勝9敗、防御率6.75と結果を残せなかった。オフに教育リーグのアリゾナ・フォールリーグに参加し、スコッツデール・スコーピオンズに所属。5試合に登板して1勝2敗、防御率3.86だった。
2009年3月10日にメジャー昇格したが、4月4日にAAA級ポータケット・レッドソックスへ降格し、AAA級で開幕を迎えた。7月17日に再昇格した。ティム・ウェイクフィールドや松坂大輔ら前半戦のローテーションを守っていた先発陣が相次いで故障者リスト入りし、バックホルツはローテーションに定着。16試合に登板し7勝4敗だった。
2010年は開幕からロースター入りし、ローテに定着。前半戦だけで10勝（4敗）を挙げ、オールスターに選出された。しかし6月26日のサンフランシスコ・ジャイアンツ戦で左ハムストリングを痛め、7月5日に故障者リスト入りしたため、オールスターで登板することはなかった。7月21日に復帰。この年は28試合に登板し17勝7敗、防御率2.33だった。同年のサイ・ヤング賞にノミネートされたが、フェリックス・ヘルナンデスが受賞した。
2011年も開幕ロースター入りし、先発3番手として開幕を迎えた。4月10日にレッドソックスとの4年契約に合意した。6月19日に腰の疲労骨折で故障者リスト入りし、残りのシーズンを全て欠場した。
2012年は故障から復帰し、開幕ロースター入りした。6月24日に胃の病気のため故障者リスト入りし、7月14日に復帰した。復帰後はローテーションに定着し、2年ぶりの二桁勝利となる11勝（8敗）を挙げた。
2013年も開幕ロースター入りした。4月14日のタンパベイ・レイズ戦では8回無死まで無安打に抑えていたが、先頭打者のケリー・ジョンソンに安打を打たれ、2007年以来のノーヒッターを逃した。6月18日に首の張りのため故障者リスト入りした。9月10日に復帰。2年連続の二桁勝利となる12勝（1敗）を挙げた。ポストシーズンもロースター入りし、自身初出場となるワールドシリーズでは第4戦に登板。4回を投げ3安打1失点だった。
2014年も開幕ロースター入りし、先発ローテーションの一人として登板を重ねたが、10試合の登板で5失点以上を5回喫し防御率7.02まで悪化するなど、不調が続いた。5月28日には、左膝の過伸展のため15日間の故障者リストに入った。6月25日に復帰し、以降はシーズン終了まで先発ローテーションを守り通した。9月28日のニューヨーク・ヤンキース戦では、3回にデレク・ジーターの現役最後の打席で対戦。結果は打点つきの内野安打だった。代走を送られ退く際、ジーターはマウンドに歩み寄り、バックホルツと握手を交わした。この年は2年ぶりに規定投球回に到達したものの、シーズン序盤の不調が響き、2008年以来6年ぶりとなる防御率5.00以上を記録した。9月30日、右膝半月板の手術を受け、無事成功した。
2015年はまたしても長期離脱があり、18試合に投げただけだった。しかし、投げた試合での内容は悪くなく、防御率3.26・WHIP1.21・113.1イニングで107奪三振という成績を残した。
2016年はリリーフで起用される場面も目立ち、自己最多の37試合に投げて、うち16試合がリリーフ登板だった。防御率4.78・FIP5.06・8勝10敗と打ち込まれた。

### フィリーズ時代
2016年12月20日にジョシュ・トビアスとのトレードで、フィラデルフィア・フィリーズへ移籍した。2017年シーズン開幕後、4月6日と11日の2試合に先発登板し、防御率12.27と結果を残せなかったが、右前腕屈筋腱の断裂が判明し、同月18日に修復手術を受け、リハビリを開始した。4月26日には長期離脱したことを謝罪し、謝罪する文化のないアメリカで話題になった。オフの11月2日にFAとなった。

### ロイヤルズ傘下時代

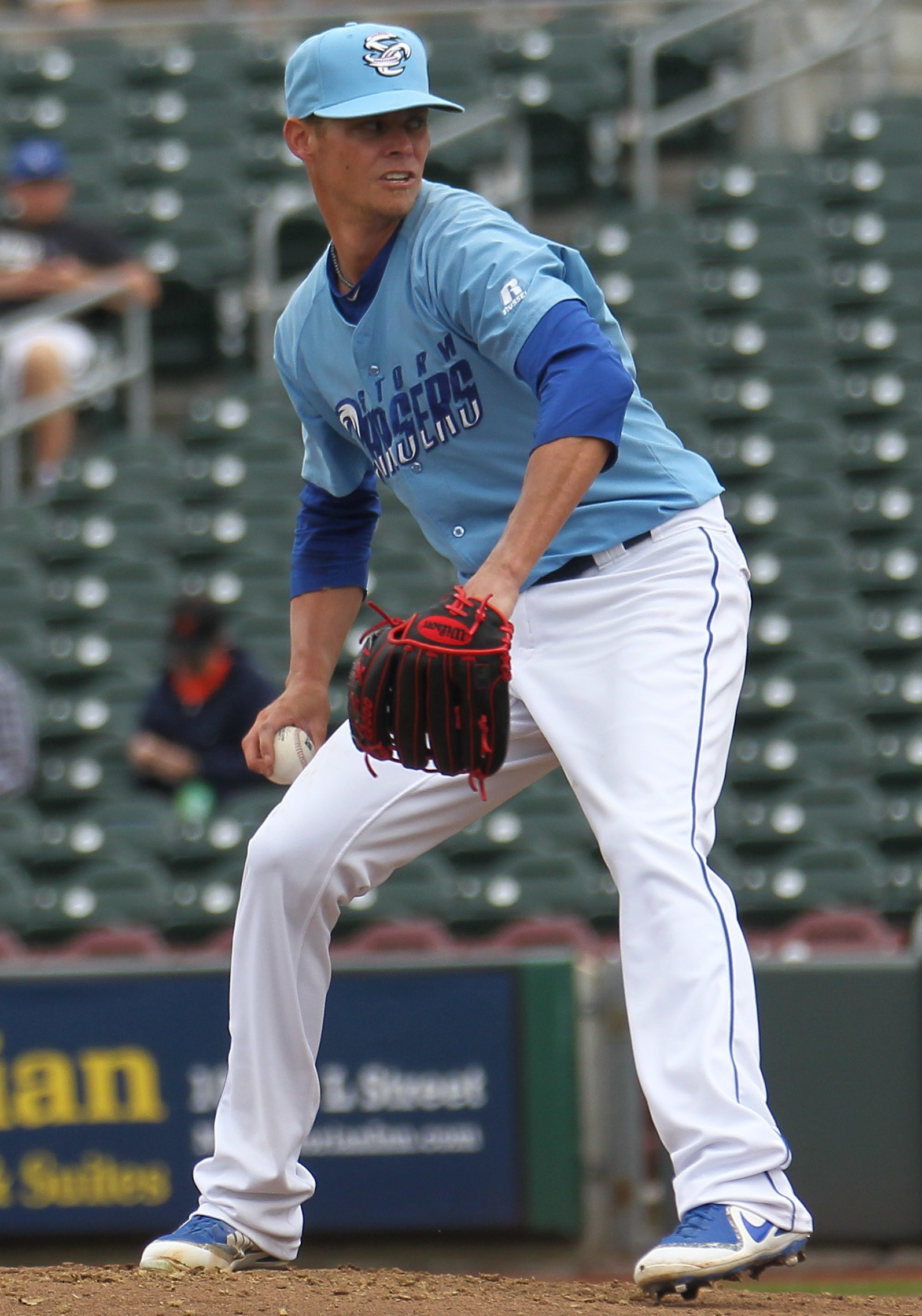
AAA級オマハ時代
(2018年4月22日)

2018年3月にカンザスシティ・ロイヤルズとマイナー契約を結んだ。開幕後は傘下のAA級ノースウエストアーカンソー・ナチュラルズとAAA級オマハ・ストームチェイサーズでプレーしていたが、5月1日に自ら選んで契約を途中で放棄する「オプトアウト」を行使した。

### ダイヤモンドバックス時代

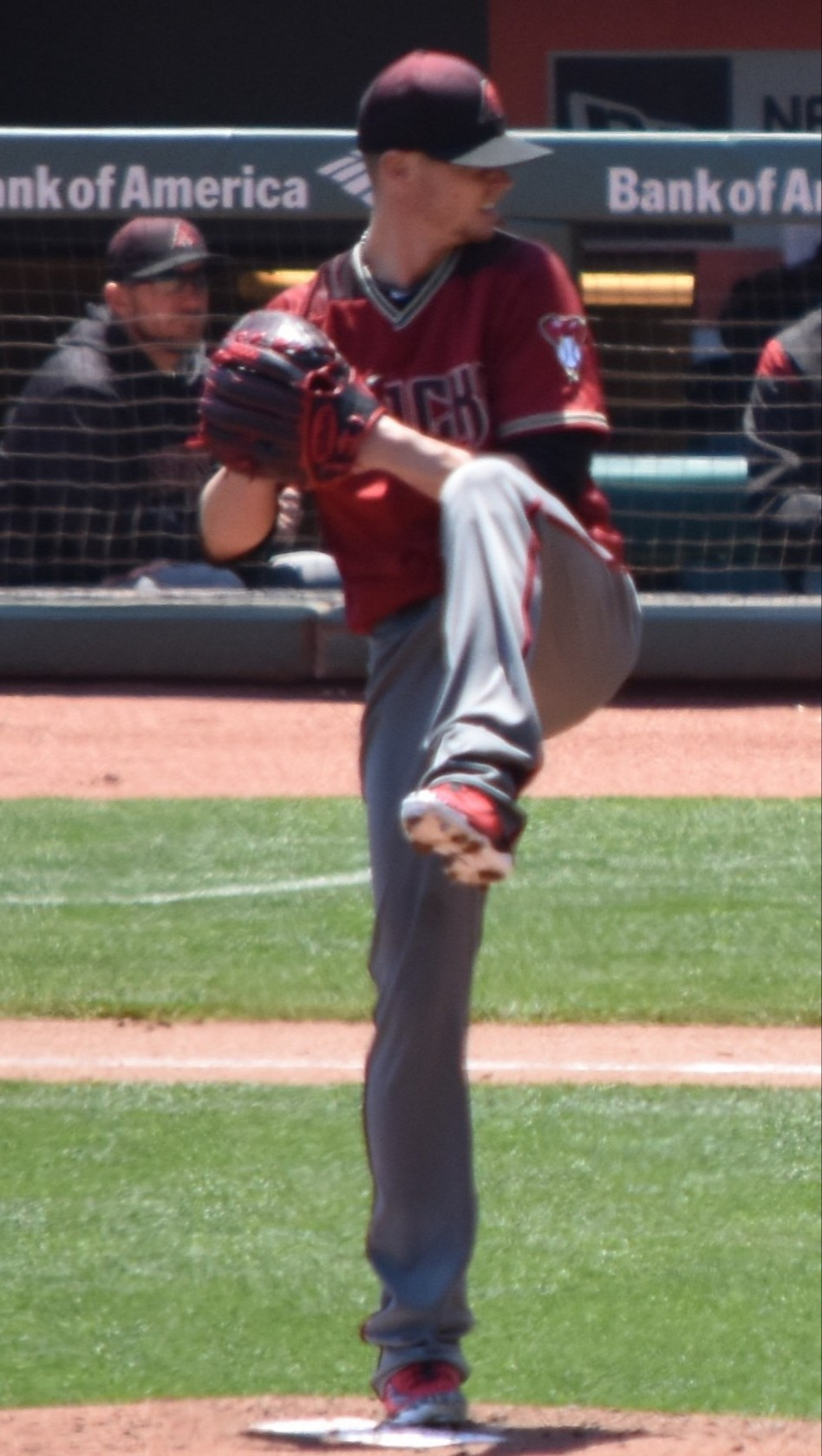
アリゾナ・ダイアモンドバックス時代
(2018年6月6日)

2018年5月5日にアリゾナ・ダイヤモンドバックスとマイナー契約を結んだ。二週間後、球団監督のトーリ・ロブロより5月20日のニューヨーク・メッツ戦でのバックホルツの先発登板が発表された。そこから先発ローテーション入りし、最終的に16試合に先発登板して7勝2敗、防御率2.01、81奪三振を記録した。オフの10月29日にFAとなった

### ブルージェイズ時代
2019年3月5日にブルージェイズと1年300万ドルの契約を結んだ。オフにFAとなった。

## 詳細情報

### 年度別投手成績
| 年 度     | 球 団     | 登 板 | 先 発 | 完 投 | 完 封 | 無 四 球 | 勝 利 | 敗 戦 | セ 丨 ブ | ホ 丨 ル ド | 勝 率 | 打 者 | 投 球 回 | 被 安 打 | 被 本 塁 打 | 与 四 球 | 敬 遠 | 与 死 球 | 奪 三 振 | 暴 投 | ボ 丨 ク | 失 点 | 自 責 点 | 防 御 率 | W H I P |
| --------- | --------- | ----- | ----- | ----- | ----- | -------- | ----- | ----- | -------- | ----------- | ----- | ----- | -------- | -------- | ----------- | -------- | ----- | -------- | -------- | ----- | -------- | ----- | -------- | -------- | ------- |
| 2007      | BOS       | 4     | 3     | 1     | 1     | 0        | 3     | 1     | 0        | 0           | .750  | 88    | 22.2     | 14       | 0           | 10       | 0     | 1        | 22       | 0     | 0        | 6     | 4        | 1.59     | 1.06    |
| 2008      | BOS       | 16    | 15    | 1     | 0     | 0        | 2     | 9     | 0        | 0           | .182  | 357   | 76.0     | 93       | 11          | 41       | 1     | 2        | 72       | 2     | 1        | 63    | 57       | 6.75     | 1.76    |
| 2009      | BOS       | 16    | 16    | 0     | 0     | 0        | 7     | 4     | 0        | 0           | .636  | 399   | 92.0     | 91       | 13          | 36       | 1     | 2        | 68       | 1     | 0        | 44    | 43       | 4.21     | 1.38    |
| 2010      | BOS       | 28    | 28    | 1     | 1     | 0        | 17    | 7     | 0        | 0           | .708  | 711   | 173.2    | 142      | 9           | 67       | 1     | 5        | 120      | 7     | 1        | 55    | 45       | 2.33     | 1.20    |
| 2011      | BOS       | 14    | 14    | 0     | 0     | 0        | 6     | 3     | 0        | 0           | .667  | 353   | 82.2     | 76       | 10          | 31       | 1     | 2        | 60       | 3     | 0        | 34    | 32       | 3.48     | 1.29    |
| 2012      | BOS       | 29    | 29    | 2     | 1     | 1        | 11    | 8     | 0        | 0           | .579  | 802   | 189.1    | 187      | 25          | 64       | 2     | 12       | 129      | 2     | 2        | 104   | 96       | 4.56     | 1.33    |
| 2013      | BOS       | 16    | 16    | 1     | 1     | 0        | 12    | 1     | 0        | 0           | .923  | 416   | 108.1    | 75       | 4           | 36       | 0     | 1        | 96       | 1     | 0        | 23    | 21       | 1.74     | 1.03    |
| 2014      | BOS       | 28    | 28    | 2     | 2     | 2        | 8     | 11    | 0        | 0           | .421  | 737   | 170.1    | 182      | 17          | 54       | 2     | 10       | 132      | 8     | 0        | 108   | 101      | 5.34     | 1.39    |
| 2015      | BOS       | 18    | 18    | 1     | 0     | 1        | 7     | 7     | 0        | 0           | .500  | 469   | 113.1    | 114      | 6           | 23       | 0     | 5        | 107      | 3     | 0        | 48    | 41       | 3.26     | 1.21    |
| 2016      | BOS       | 37    | 21    | 0     | 0     | 0        | 8     | 10    | 0        | 2           | .444  | 588   | 139.1    | 130      | 21          | 55       | 1     | 5        | 93       | 1     | 0        | 80    | 74       | 4.78     | 1.33    |
| 2017      | PHI       | 2     | 2     | 0     | 0     | 0        | 0     | 1     | 0        | 0           | .000  | 40    | 7.1      | 16       | 1           | 3        | 0     | 0        | 5        | 0     | 0        | 10    | 10       | 12.27    | 2.59    |
| 2018      | ARI       | 16    | 16    | 1     | 0     | 1        | 7     | 2     | 0        | 0           | .778  | 393   | 98.1     | 80       | 9           | 22       | 1     | 3        | 81       | 1     | 0        | 25    | 22       | 2.01     | 1.04    |
| 2019      | TOR       | 12    | 12    | 0     | 0     | 0        | 2     | 5     | 0        | 0           | .286  | 254   | 59.0     | 72       | 13          | 16       | 1     | 1        | 39       | 1     | 0        | 44    | 43       | 6.56     | 1.49    |
| MLB：13年 | MLB：13年 | 236   | 218   | 10    | 6     | 5        | 90    | 69    | 0        | 2           | .566  | 5607  | 1332.1   | 1272     | 139         | 458      | 11    | 49       | 1024     | 30    | 4        | 644   | 589      | 3.98     | 1.30    |

- 2019年度シーズン終了時

### 年度別守備成績
| 年 度 | 球 団 | 投手（P） | 投手（P） | 投手（P） | 投手（P） | 投手（P） | 投手（P） |
| 年 度 | 球 団 | 試 合     | 刺 殺     | 補 殺     | 失 策     | 併 殺     | 守 備 率  |
| ----- | ----- | --------- | --------- | --------- | --------- | --------- | --------- |
| 2007  | BOS   | 4         | 1         | 3         | 1         | 0         | .800      |
| 2008  | BOS   | 16        | 3         | 6         | 0         | 0         | 1.000     |
| 2009  | BOS   | 16        | 8         | 8         | 1         | 0         | .941      |
| 2010  | BOS   | 28        | 21        | 24        | 2         | 1         | .957      |
| 2011  | BOS   | 14        | 15        | 14        | 1         | 0         | .967      |
| 2012  | BOS   | 29        | 29        | 14        | 3         | 2         | .935      |
| 2013  | BOS   | 16        | 17        | 13        | 2         | 1         | .938      |
| 2014  | BOS   | 28        | 20        | 16        | 1         | 1         | .973      |
| 2015  | BOS   | 18        | 9         | 6         | 2         | 0         | .882      |
| 2016  | BOS   | 37        | 9         | 6         | 1         | 0         | .938      |
| 2017  | PHI   | 2         | 0         | 0         | 0         | 0         | ----      |
| 2018  | ARI   | 16        | 2         | 9         | 2         | 1         | .846      |
| 2019  | TOR   | 12        | 7         | 16        | 0         | 2         | 1.000     |
| MLB   | MLB   | 236       | 141       | 135       | 16        | 8         | .945      |

- 2019年度シーズン終了時
- 各年度の太字はリーグ最高

### 記録
MiLB
- オールスター・フューチャーズゲーム選出：1回（2007年）

MLB
- MLBオールスターゲーム選出：2回（2010年、2013年）
- ノーヒッター：1回（2007年9月1日、対ボルチモア・オリオールズ戦）

### 背番号
- 61（2007年 - 2009年）
- 11（2010年 - 2016年）
- 21（2017年）
- 32（2018年）
- 36（2019年）